# Siberia (1926)
Siberia is een Amerikaanse dramafilm uit 1926 onder regie van Victor Schertzinger. Destijds werd de film in Nederland uitgebracht onder de titel Siberië. De film is wellicht zoekgeraakt.

## Verhaal
De Russische onderwijzeres Sonia Vronsky wordt verbannen naar Siberië vanwege haar rode sympathieën. Daar wordt ze beschermd door haar liefje Leonid Petroff. Als de revolutie uitbreekt, zijn zelfs trouwe aanhangers van Lenin als Sonia niet veilig voor het muitende grauw. Ze moet samen met haar liefje vluchten door de Siberische steppen.

## Rolverdeling
| Acteur           | Personage        |
| ---------------- | ---------------- |
| Alma Rubens      | Sonia Vronsky    |
| Edmund Lowe      | Leonid Petroff   |
| Lou Tellegen     | Egor Kaplan      |
| Tom Santschi     | Alexis Vetkin    |
| Paul Panzer      | Commandant       |
| Vadim Uraneff    | Kyrill Vronsky   |
| Lilyan Tashman   | Blondine         |
| Helena D'Algy    | Brunette         |
| James A. Marcus  | Andrei Vronsky   |
| Daniel Makarenko | Gouverneur       |
| Harry Gripp      | Ivan de Naamloze |
| Sammy Blum       | Feodor           |